# Los misteriosos asesinatos de Limehouse
Los misteriosos asesinatos de Limehouse (título original: The Limehouse Golem) es una película británica de terror y misterio de 2016 dirigida por Juan Carlos Medina a partir de un guion de Jane Goldman. La película, una adaptación de la novela de misterio y asesinatos de Peter Ackroyd de 1994, Dan Leno and the Limehouse Golem, está protagonizada por Olivia Cooke, Bill Nighy y Douglas Booth.
La película tuvo su estreno mundial en el Festival Internacional de Cine de Toronto el 10 de septiembre de 2016. Fue estrenada en el Reino Unido el 1 de septiembre de 2017 por Lionsgate.

## Reparto
- Bill Nighy como Inspector John Kildare
- Olivia Cooke como Elizabeth “Lizzie” Cree
  - Amelia Crouch como Joven Elizabeth
- Douglas Booth como Dan Leno
- Daniel Mays como Constable George Flood
- Sam Reid como John Cree
- María Valverde como Aveline Ortega
- Eddie Marsan como Tío
- Henry Goodman como Karl Marx
- Paul Ritter como Augustus Rowley
- Morgan Watkins como George Gissing
- Peter Sullivan como Inspector Roberts
- Adam Brown como Mr Gerrard
- Clive Brunt como Charlie

## Producción
La guionista Jane Goldman leyó el libro años antes de convertirse en guionista profesional y lo tuvo en cuenta como un proyecto potencial. Ella explica: "Lo curioso es que leí el libro mucho antes de escribir el guion. Creo que fue la única vez que recuerdo cuando leí un libro y pensé: '¡Dios, espero que alguien haga una película sobre esto!'... Curiosamente, años después estuve en un jurado de cine junto con el productor que había leído que tenía los derechos y le pregunté qué había pasado con la adaptación y le dije que me encantaba el libro. Así surgió esto, porque él dijo que los derechos estaban libres otra vez y preguntó: '¿Quieres hacerlo?'"
El 17 de abril de 2015 se anunció que Alan Rickman, Olivia Cooke y Douglas Booth habían sido elegidos para los papeles principales de la película, que será dirigida por Juan Carlos Medina. Rickman abandonó más tarde el proyecto debido al deterioro de su salud después de que le diagnosticaran cáncer de páncreas. La fotografía principal de The Limehouse Golem comenzó en octubre de 2015 en West Yorkshire, y el rodaje se llevó a cabo en lugares como Leeds y Keighley. La producción también tuvo lugar en Mánchester, con los miembros del reparto Bill Nighy y Daniel Mays siendo vistos en el set de Deansgate, con Nighy reemplazando a Rickman. La fotografía principal concluyó el 26 de noviembre de 2015. Johan Söderqvist compuso la banda sonora de la película. La película está dedicada a Rickman, quien murió en enero de 2016.

## Estreno
La película tuvo su estreno mundial en el Festival Internacional de Cine de Toronto el 10 de septiembre de 2016. Fue estrenada en el Reino Unido el 1 de septiembre de 2017 y en Estados Unidos el 8 de septiembre de 2017, en un estreno limitado y mediante video bajo demanda por RLJ Entertainment.